# 우스운게 딱! 좋아!
우스운게 딱! 좋아!는 한국에서 제작된 정혜연 감독의 2022년 드라마, 코미디 영화이다. 이민구 등이 주연으로 출연하였다.

## 출연

### 주연
- 이민구
- 김휘규
- 이태희
- 신소연 : 소연 역
- 탁이온 : 전도사 역
- 공민정 : 육민정 역
- 류경수
- 백지혜 : 지혜 역
- 정애화
- 조희봉